# 久下裕利
久下裕利（くげ ひろとし、1949年5月-　）は、日本の国文学者。昭和女子大学教授を歴任。本名・晴康。1990年より裕利を名のる。東京都生まれ。

## 略歴
東京都立豊多摩高等学校卒、早稲田大学大学院博士後期課程満期退学。昭和女子大学短期大学部文化創造学科教授、人間文化学部日本語日本文学科教授を経て、2017年3月をもって定年退職。

## 著書
（特記なき時は裕利名義）
- 『平安後期物語の研究 狭衣・浜松』久下晴康 1984 新典社研究叢書
- 『変容する物語 物語文学史への一視角』1990　新典社選書
- 『狭衣物語の人物と方法』1992　新典社研究叢書
- 『源氏物語絵巻を読む 物語絵の視界』笠間書院　1996
- 『物語の廻廊 『源氏物語』からの挑発』新典社　2000　源氏物語研究叢書
- 『王朝物語文学の研究』武蔵野書院　2012
- 『物語絵・歌仙絵を読む』武蔵野書院 2014

## 共編著
- 『校注狭衣物語』久下晴康、堀口悟編 1986 新典社校注叢書
- 『浜松中納言物語』久下晴康編 桜楓社 1988
- 『新注源氏物語抄』久下晴康、元吉進編 新典社 1989
- 『論集 源氏物語とその前後１』王朝物語研究会編 新典社 1990
- 『論叢源氏物語１-本文の様相-』王朝物語研究会編 新典社 1999
- 『研究講座 竹取物語の視界』王朝物語研究会編 新典社 2000
- 『源氏物語絵巻とその周辺』新典社　2001
- 『狭衣物語の新研究 頼通の時代を考える』編著　新典社　2003
- 『更級日記の新研究 孝標女の世界を考える』和田律子共編　新典社　2004
- 『源氏物語の新研究 内なる歴史性を考える』坂本共展共編　新典社　2005
- 『平安文学の新研究 物語絵と古筆切を考える』久保木秀夫共編　新典社　2006
- 『栄花物語の新研究 歴史と物語を考える』山中裕共編　新典社　2007
- 『源氏物語の新研究 本文と表現を考える』横井孝共編　新典社　2008
- 『平安後期物語の新研究 寝覚と浜松を考える』横井孝共編　新典社　2009
- 『王朝女流日記を考える 追憶の風景』福家俊幸共編　武蔵野書院　2011　考えるシリーズ
- 『物語絵・歌仙絵を考える 変容の軌跡』武蔵野書院　2011　考えるシリーズ
- 『源氏以後の物語を考える 継承の構図』武蔵野書院　2012　考えるシリーズ